# Asamblea Nacional de Belice
La Asamblea Nacional (en inglés: National Assembly) es el órgano que ejerce el poder legislativo en Belice. Tiene una estructura bicameral, formado por la Cámara de Representantes —de 31 miembros electos por sufragio universal—, y el Senado —compuesto por 12 miembros, nombrados por el Gobernador General en consulta con el primer ministro y el líder de la oposición—. El Presidente de la Cámara es el portavoz, mientras que el Senado es presidido por el presidente.

## Historia
La Asamblea Nacional de Belice, anteriormente conocida como Honduras británica, fue introducida como cuerpo legislativo por primera vez el 31 de diciembre de 1963, reemplazando la unicameral Asamblea Legislativa.
La Asamblea Nacional tiene el poder para debatir y crear nuevas leyes basadas en la Constitución. Ambas cámaras, usualmente, se reúnen una vez al mes, con otras juntas según sea necesario.

## Sede
Desde el traslado de la capital a Belmopán, el Parlamento se ubica en el edificio de la Asamblea Nacional de Belice desde el 9 de octubre de 1970.